# François Ragot
Pour les articles homonymes, voir Ragot.
François Ragot, né vers 1607 ou 1608 et inhumé le 13 juin 1670 à Paris, est un graveur et marchand d'estampes français.

## Biographie
La famille de François Ragot est originaire de Bellême, dans le Perche, mais son père, Jean Ragot, est déjà installé à Paris, où il exerce la profession d'imprimeur en taille-douce,. Etant donné son âge au moment où il signe son contrat d'apprentissage, il doit être né en 1607 ou 1608,.
François Ragot effectue son apprentissage auprès de Michel Faulte, de 1623 à 1626. Il travaille ensuite comme graveur, et collabore notamment avec Balthasar Moncornet.
Il épouse en 1635 Marie Bertrand, fille d'un linger du comte de Soissons. Ils ont plusieurs enfants, notamment François qui a pour parrain Gaspard Firens, un graveur en taille douce, et pour marraine est Madeleine de Cormont, femme de François Langlois, important marchand d'estampes,.
Il prend alors plusieurs apprentis, dont le graveur François Langot.
Il grave des sujets religieux et des portraits, en particulier d'après Simon Vouet et Lebrun. Il est surtout connu pour les très remarquables copies qu'il fait des planches de Bolswert[Lequel ?], Poutris[Qui ?] et Vosterman, d'après les œuvres de Rubens et de Van Dyck, copies si exactes qu'elles sont quelquefois confondues avec les épreuves originales.
François Ragot dicte son testament le 11 juin 1670 et meurt sans doute le jour même ou le lendemain : son inventaire après-décès fait état de son peu de richesse — il vit dans un deux-pièces avec sa femme et son patrimoine d'un peu plus de 6 000 livres (moins 1 500 livres de dettes) repose essentiellement sur son fonds de commerce. Il montre en revanche des relations de travail importantes : autour de ses éditions des œuvres de Rubens, avec Mariette, les Jollain, Jean Goyton... Il est inhumé le 13 juin 1670 dans la capitale française,.